# 7492 Каченка
7492 Каченка (7492 Kacenka) — астероїд головного поясу, відкритий 21 жовтня 1995 року.
Тіссеранів параметр щодо Юпітера — 3,492.